# Gerlachea australis
Gerlachea australis är en fiskart som beskrevs av Dollo, 1900. Gerlachea australis ingår i släktet Gerlachea och familjen Bathydraconidae. Inga underarter finns listade i Catalogue of Life.